# Theodore Boone: Joven abogado
Theodore Boone: Joven Abogado (en inglés - Theodore Boone: Kid Lawyer) es una novela juvenil del escritor estadounidense John Grisham. Es el primer libro de la serie Theodore Boone, con la que Grisham quiso acercarse a un público más joven.
El libro se centra en el asesinato de Myra Duffy. Su esposo, Pete Duffy, es el principal sospechoso y ha sido llevado a juicio. Theodore conoce un inmigrante ilegal que puede saber la verdad sobre el caso, pero teme inmiscuirse demasiado en dicho asunto.